# Cerebia
Cerebia (in greco antico: Κηρεβία?, Kērebía) è un personaggio della mitologia greca e madre di Ditti e di Polidette.

## Mitologia
I suoi figli ebbero un'importante parte nelle vicende di Perseo.
Tra le versioni dei mitografi però, è in dubbio chi sia stato il compagno di Cerebia in quanto secondo alcuni fu il dio dei mari Poseidone mentre secondo altri il padre dei due ragazzi fu un uomo di modeste origini e di nome Magnete.